# 스코피토
스코피토(이탈리아어: Scoppito)는 이탈리아 아브루초주 라퀼라도에 있는 코무네이다.